# الكسندر هوبر
الكسندر هوبر (بالألمانية: Alexander Huber)‏ (25 يوليو 1985 في النمسا - ) هو لاعب كرة طائرة النمسا. شارك في الكرة الطائرة في الألعاب الأولمبية الصيفية 2016.

## وصلات خارجية
- الكسندر هوبر على موقع الاتحاد الدولي beach volleyball database (الإنجليزية)
- الكسندر هوبر على موقع قاعدة بيانات الكرة الطائرة الشاطئية (الإنجليزية)
- الكسندر هوبر على موقع اللجنة الأولمبية الدولية (الإنجليزية)
- الكسندر هوبر على موقع أوليمبيديا (الإنجليزية)